# 稲成村
稲成村（いなりむら）は、かつて岐阜県郡上郡に存在した村である。
現在の郡上市八幡町稲成に該当する。
長良川の東岸の村であった。

## 歴史
- 1875年（明治8年） - 穀見村と中野村が合併し、稲成村となる。
- 1889年（明治22年）7月1日 - 町村制により、稲成村が発足。
- 1897年（明治30年）4月1日 - 相生村、西乙原村、那比村、吉野村、安久田村と合併し、相生村発足。同日稲成村は廃止。

## 学校
- 稲成尋常小学校（現・郡上市立相生小学校の前身校の一つ）